# Zale fictilis
Zale fictilis là một loài bướm đêm trong họ Erebidae.